# Monika Jackiewicz
Monika Jackiewicz (ur. 18 grudnia 1992 w Kazanicach) – polska lekkoatletka specjalizująca się w biegach długodystansowych, brązowa medalistka mistrzostw Europy.

## Kariera sportowa
Brązowa medalistka mistrzostw Europy 2022 w biegu maratońskim drużynowo (wraz z Aleksandrą Lisowską i Angeliką Mach).
Zdobyła mistrzostwo Polski w 2021 w półmaratonie i w 2022 w maratonie (był to jej pierwszy start na tym dystansie), a także zdobyła srebrne medale mistrzostw Polski w biegu na 10 kilometrów w 2020 i 2021 (upadła tuż przed metą), w półmaratonie w 2020 i w biegu na 5 kilometrów w 2021 oraz brązowe medale 2021 w biegu na 5000 metrów i w biegu przełajowym na dystansie 6 kilometrów.
Startowała w klubach AZS UWM Olsztyn (2009–2016) i RAZ Szczecin (2018), a od 2019 jest zawodniczką MKL Szczecin.

## Rekordy życiowe
- bieg na 3000 metrów – 9:16,51 (22 maja 2021, Gdańsk)
- bieg na 5000 metrów – 15:54,74 (26 maja 2021, Oleśnica)
- bieg na 10 000 metrów – 33:41,51 (24 kwietnia 2021, Goleniów)
- bieg na 5 kilometrów – 16:16 (7 listopada 2021, Warszawa)
- bieg na 10 kilometrów – 33:07 (24 października 2021, Koło)
- półmaraton – 1:10:39 (28 stycznia 2024, Sewilla)
- maraton – 2:29:51 (10 kwietnia 2022, Dębno)[1][13]